# Soportújar
Soportújar – gmina w Hiszpanii, w prowincji Grenada, w Andaluzji, o powierzchni 14,16 km². W 2011 roku gmina liczyła 298 mieszkańców.
Sierra de Soportújar produkuje kasztany, jabłka i niedopałki, fasolę i warzywa.